# پوئرتو آیاکوچو
پوئرتو آیاکوچو (به اسپانیایی: Puerto Ayacucho) مرکز و بزرگترین شهر ایالت آمازوناس است که در کشور ونزوئلا قرار دارد. پوئرتو آیاکوچو ۷۲۷٫۸۵ کیلومتر مربع مساحت و ۴۱٬۰۰۰ نفر جمعیت دارد.